# Hispano-Suiza 30/40 HP
La 30/40 HP è un'autovettura di lusso prodotta dalla casa automobilistica spagnola Hispano-Suiza fra il 1909 e il 1924.

## Profilo e storia
Questo modello fu inserito in gamma per sostituire sia la 20/30 HP sia la 40HP. La sua produzione è suddivisibile in due fasi: la prima, che va dal 1909 al 1915, vede la vettura commercializzata come 30/40 HP, mentre la seconda fase che dal 1915 arriva al 1924, vede alcuni aggiornamenti tecnici e il cambio di denominazione in 30HP.

### La 30/40 HP
Questa vettura montava un motore a 4 cilindri in linea da 4712 cm3 (alesaggio e corsa: 100 x 150 mm) con testata a due valvole per cilindro disposte a T. Si trattava perciò di un motore con distribuzione a valvole laterali, della potenza massima di 45 CV.  Il telaio, disponibile con passo di 3 o di 3,25 metri, era del classico tipo a longheroni e traverse in acciaio con sospensioni ad assale rigido sui due assi. Come di consueto in quel periodo e nei tre decenni a venire, l'autotelaio veniva carrozzato a discrezione del cliente. Vi furono così esemplari "vestiti" come limousine, landaulet, torpedo o in alcuni casi persino come autobus. La produzione della 30/40 HP cessò nel 1915: ne vennero prodotti circa 150 esemplari.

### La 30HP
Nel 1915, venne presentata la 30HP, ossia una 30/40 HP molto più evoluta sul piano meccanico, in particolare per quanto riguardava il motore, sempre della medesima cilindrata, ma rivisto in profondità in maniera tale da arrivare ad erogare 95 CV di potenza massima a 3000 giri/min. Nel settembre del 1923, per l'ultimo anno di produzione, la cilindrata venne innalzata a 5702 cm3 mediante rialesatura dei cilindri, il cui diametro passò da 100 a 110 mm. La produzione venne avviata nel febbraio del 1917 per cessare nel dicembre del 1924.Secondo alcune fonti ne vennero prodotti 416 esemplari, mentre secondo altre la produzione ammontò a 453 esemplari.